# Capparis decidua
A Capparis decidua a keresztesvirágúak (Brassicales) rendjébe, ezen belül a kaprifélék (Capparaceae) családjába tartozó faj.

## Előfordulása
A Capparis decidua előfordulási területe Afrika északi fele, a Közel-Kelet és Dél-Ázsia, egészen az indiai sivatagokig.

## Megjelenése
Kis termetű cserje vagy bokor, mely legfeljebb 5 méter magasra nő meg. Számos ága van. Az ágai levéltelenek; csak a fiatal hajtásai rendelkeznek levelekkel. A levelek november és január között jelennek meg. Márciustól áprilisig és augusztustól szeptemberig nyílnak az élénkvörös virágai. A termések május és október között érnek meg. A rózsaszín bogyótermések számos sivatagi madárnak szolgálnak táplálékul.

## Felhasználása
Ez a cserje igen jól tűri a szárazságot, emiatt sivataggátlóként is ültetik. Kertekben dísznövényként, és erdőirtások után újratelepítő cserjeként is felhasználható. Termései fűszerként használtak, főleg Indiában.

## Képek

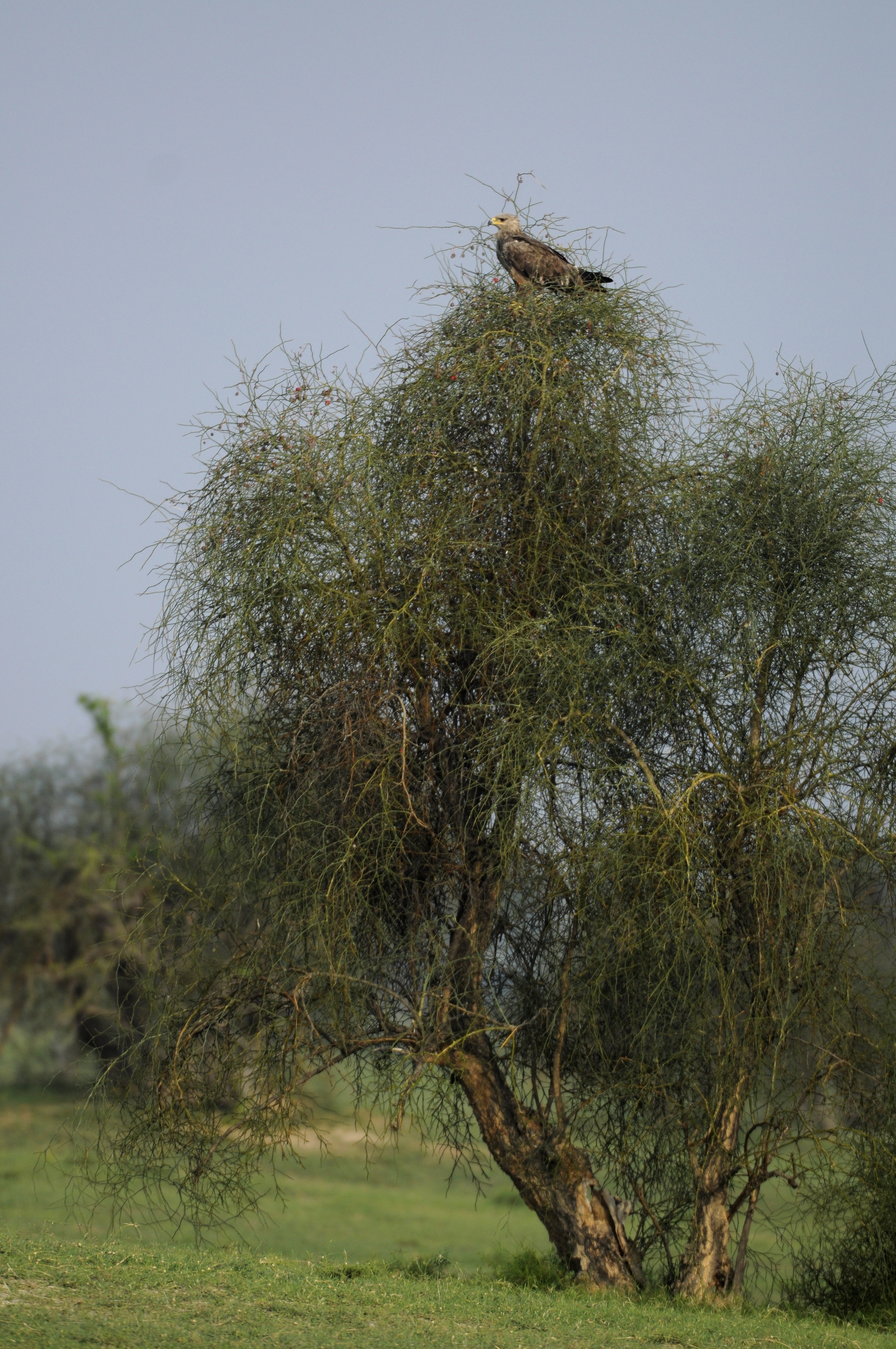
A természetes élőhelyén
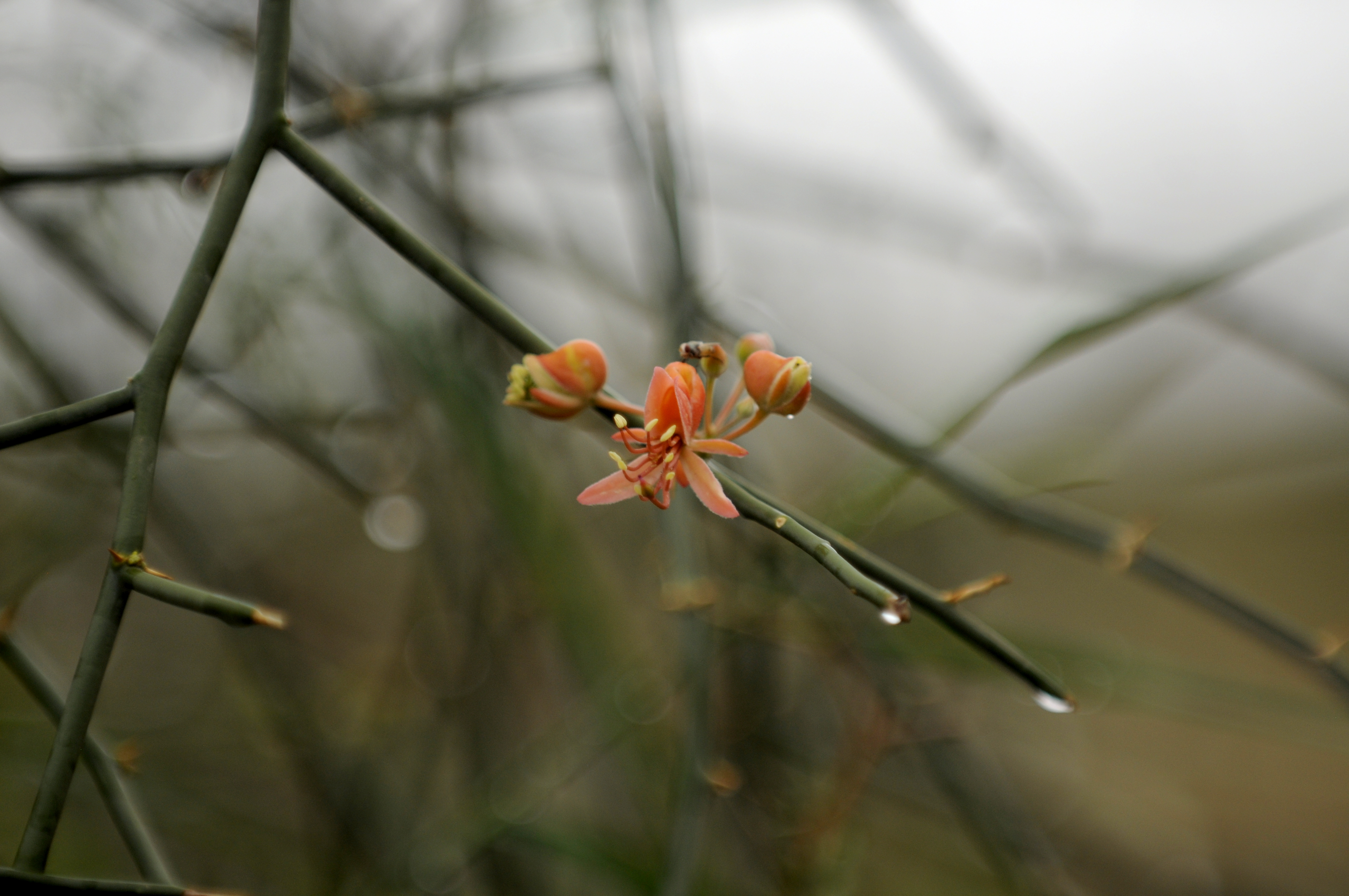
Virága
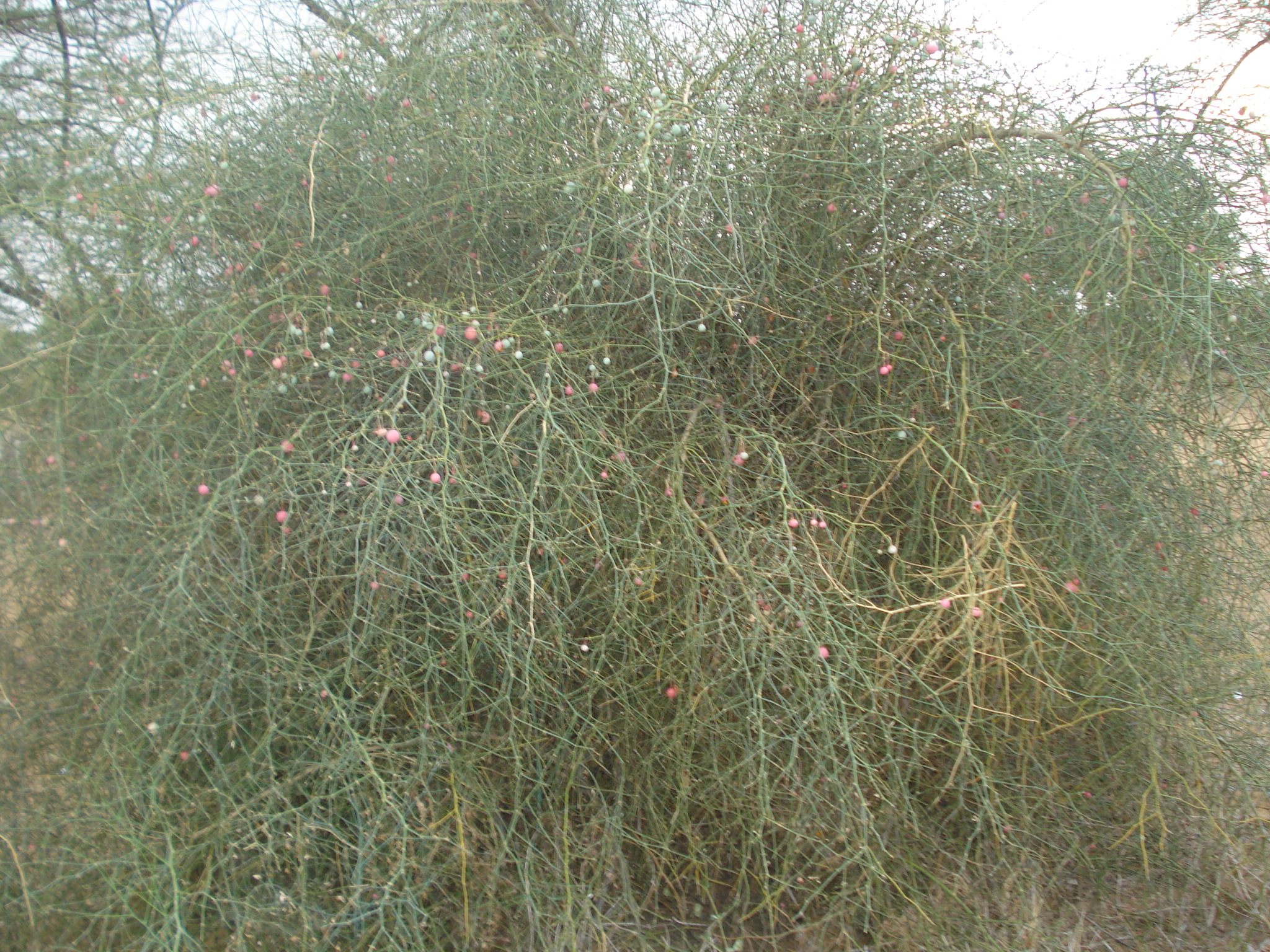
Termő példány
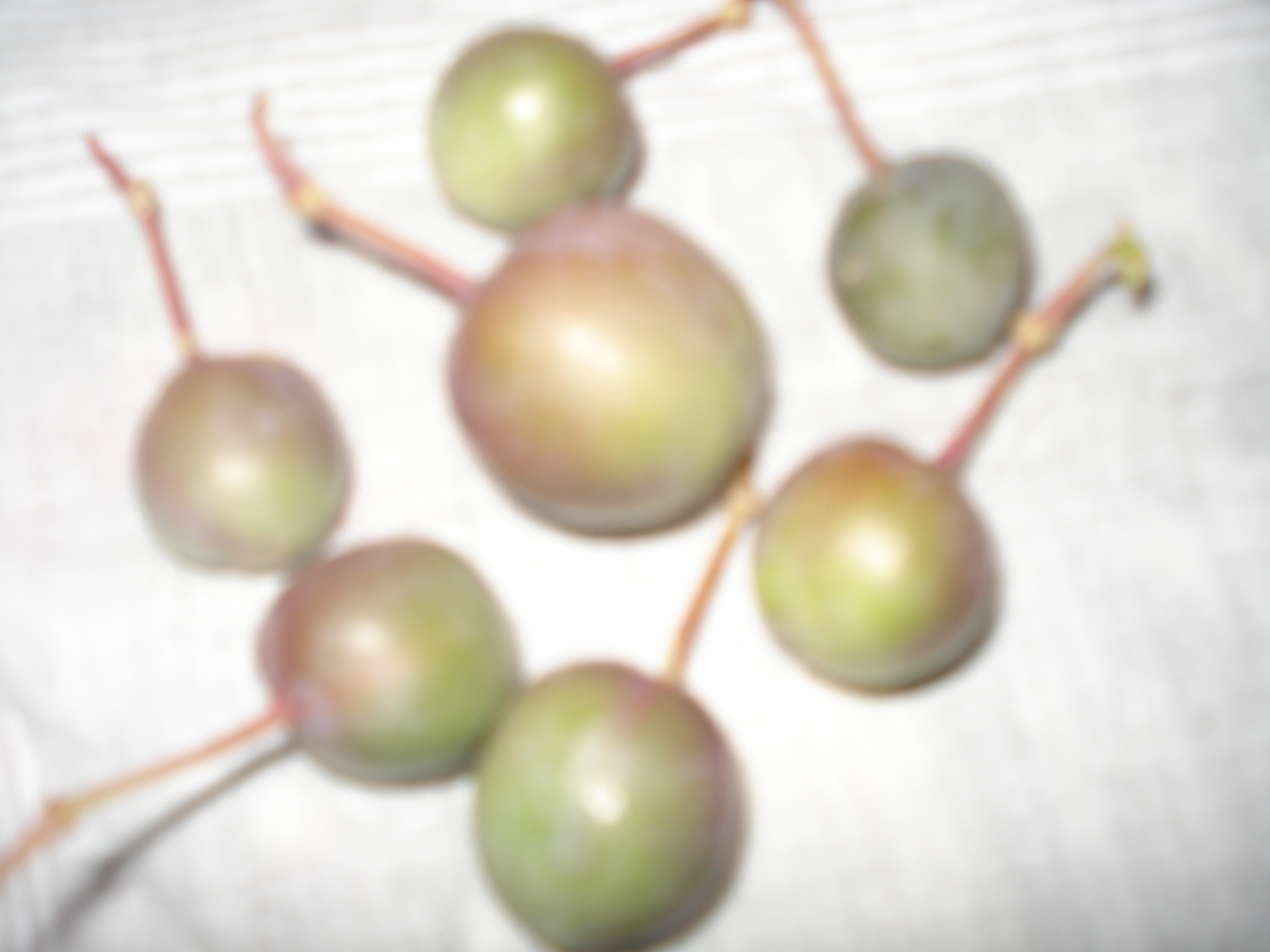
Éretlen és
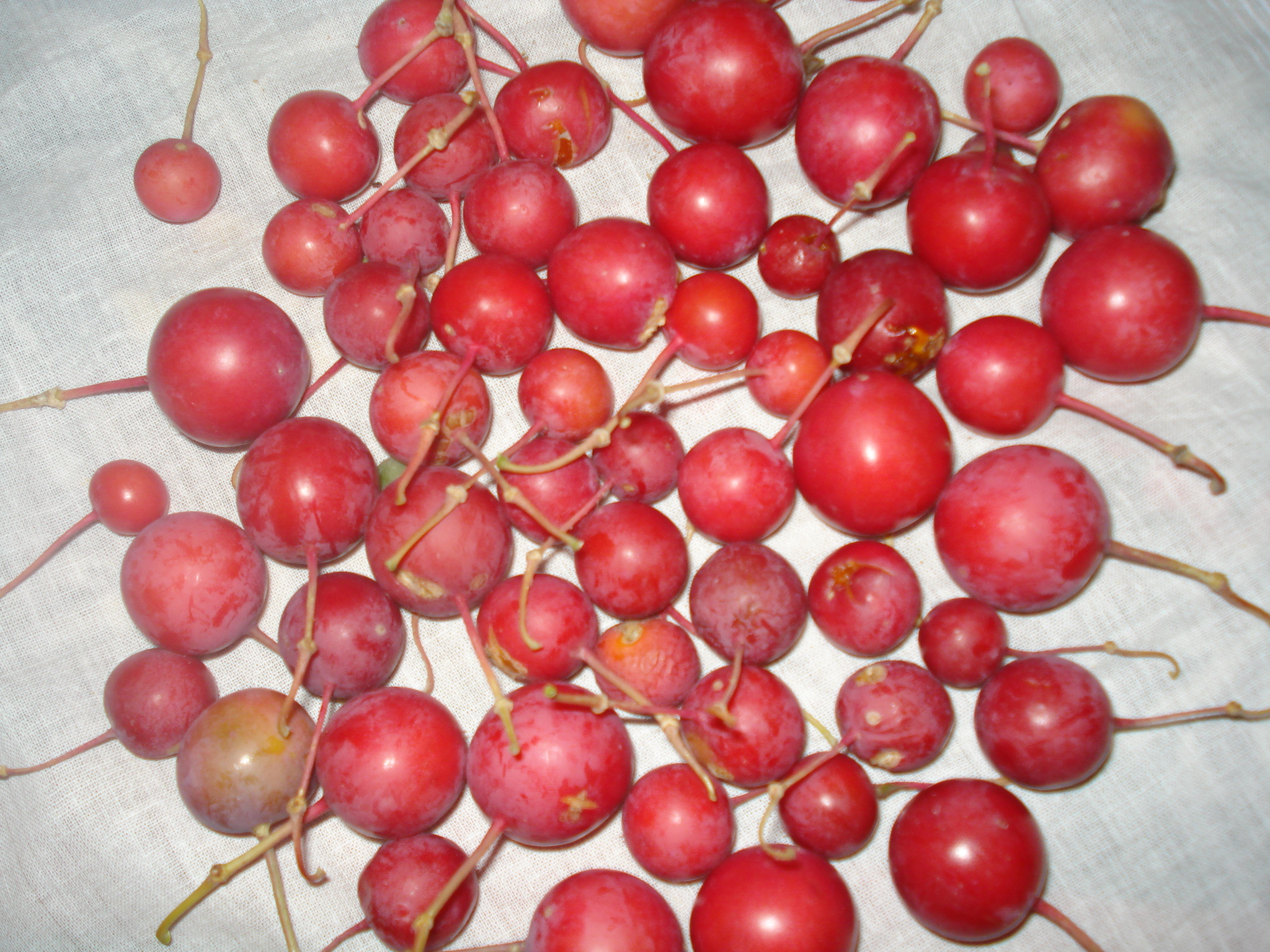
érett termései

### Fordítás
- Ez a szócikk részben vagy egészben  a   Capparis decidua című angol Wikipédia-szócikk ezen változatának fordításán alapul.  Az eredeti cikk szerkesztőit annak laptörténete sorolja fel. Ez a jelzés csupán a megfogalmazás eredetét és a szerzői jogokat jelzi, nem szolgál a cikkben szereplő információk forrásmegjelöléseként.